# Mijaíl Fomichóv
Mijaíl Gueórguievich Fomichóv (en ruso: Михаи́л Гео́ргиевич Фомичёв; Sloboda, Imperio ruso, 8 de octubre de 1911-Moscú, Unión Soviética, 18 de noviembre de 1987) fue un oficial de tanques que durante la Segunda Guerra Mundial combatió en las filas del Ejército Rojo. En el curso de dicho conflicto recibió dos veces el título de Héroe de la Unión Soviética.

## Biografía

### Infancia y juventud
Mijaíl Fomichóv nació el 8 de octubre de 1911 en la aldea rural de Sloboda en el Uyezd de Likhvinsky de la gobernación de Kaluga —en esa época situado en el Imperio ruso, actualmente ubicado en el óblast de Tula en Rusia— en el seno de una familia de campesinos rusos, su paso por la escuela primaria fue muy breve ya que cuando aún era muy joven se vio obligado a trabajar en la agricultura para ayudar a su familia. En 1930 se convirtió en conductor de tractor en una granja estatal.
Después de ingresar al ejército en diciembre de 1933, se graduó en el 3.er Regimiento de Tanques en 1934, luego en la Escuela Blindada M.V. Frunze en Oriol en 1937, después comandó un pelotón de entrenamiento en la escuela. Por demostrar sus dotes como comandante, le recomendaron asistir a la Academia Militar Stalin de Mecanización y Motorización del Ejército Rojo. Tras graduarse en mayo de 1941, se convirtió en ayudante principal del 85.º Regimiento de Tanques de la 43.ª División de Tanques.

### Segunda Guerra Mundial
Fomichóv participó en la defensa de la Unión Soviética en el Frente Sudoeste desde los primeros días de la guerra, y participó en combate en la Batalla de Brody, donde sus tropas quedaron cercadas. Después de escapar del cerco a finales de septiembre, se convirtió en jefe adjunto de operaciones del Estado Mayor, luego en marzo de 1942, jefe de Estado Mayor y en septiembre comandante de la 12.ª Brigada de Tanques. Durante este periodo su unidad luchó integrada en los Frentes: Suroeste (1941-1942), Sur (enero-junio de 1942), Stalingrado (septiembre de 1942) y Don (septiembre-octubre de 1942), participando en la defensa del Dombás, la primera batalla de Járkov y la ofensiva de Barvénkovo-Lozovaya, antes de resultar gravemente herido en la segunda batalla de Járkov.
Tras recuperarse regresó a la brigada en la batalla de Stalingrado. Sin embargo, el comandante de la brigada sufrió una grave conmoción en septiembre de 1942, por lo que se desempeñó como comandante interino y fue ascendido a teniente coronel. No permaneció en este puesto mucho tiempo, ya que la unidad pronto fue retirada del frente y disuelta debido a las fuertes pérdidas que había sufrido, por lo que en diciembre de 1942 se convirtió en el asistente principal del jefe de la Dirección Principal de Inteligencia del Estado Mayor del Ejército Rojo, pero en esa posición pedirá repetidamente que lo enviaran de regreso al frente de guerra. Su solicitud fue aceptada y en julio de 1943 fue nombrado subcomandante de la 244.ª Brigada de Tanques.
Allí participó en la Operación Kutúzov antes de ser nombrado jefe del Estado Mayor del 30.º Cuerpo de Tanques, que pronto pasó a llamarse 10.º Cuerpo de Tanques de los Urales de la Guardia. En este puesto participó en las batallas por Bríansk y partes de Ucrania. En febrero de 1944 se convirtió en comandante de la 63.ª Brigada de Tanques de la Guardia, que estuvo al mando durante el resto de la guerra. Al mando de dicha unidad se ganó la reputación de exitoso comandante de tanques y obtuvo ambas Estrellas de Oro de Héroe de la Unión Soviética. Durante la ofensiva de Leópolis-Sandomierz, su brigada rompió la línea defensiva alemana y avanzó profundamente hacia el territorio controlado por el enemigo, afianzándose en Leópolis y manteniéndola durante seis días antes de que llegaran refuerzos. Por su papel en la recuperación de la ciudad de Leópolis se le concedió el título de Héroe de la Unión Soviética el 23 de septiembre de 1944.
Recibió su segunda Estrella de Oro de Héroe de la Segunda Guerra Mundial después del final de la guerra por el papel de su brigada en las operaciones del Vístula-Oder, Berlín y Praga, ya que sus tanques fueron los primeros en alcanzar el Óder.

### Posguerra
Poco después del final de la guerra fue ascendido al rango de mayor general y de julio a noviembre de 1946, fungió como comandante de la 10.ª División de Tanques en el Grupo de Fuerzas Soviéticas en Alemania. En diciembre de 1948 se graduó en la Academia Militar del Estado Mayor de las Fuerzas Armadas de la URSS con una medalla de oro, tras lo cual estuvo al mando de la 7.ª División Mecanizada en China. De julio de 1952 a febrero de 1953 fue jefe del Estado Mayor del 8.º Ejército Mecanizado y después fue trasladado al 13.º Ejército, donde asumió el puesto de comandante de las Fuerzas Mecanizadas. En enero de 1954 se convirtió en subcomandante de la Fuerza de Tanques de la unidad y en septiembre fue ascendido a jefe del Departamento de Entrenamiento de Combate del Cuartel General del 13.º Ejército.
En junio de 1955 asumió el mando del 27.º Cuerpo de Fusileros y al año siguiente, en agosto de 1956, comandó el 40.º Cuerpo de Fusileros. En 1958 fue ascendido a teniente general y entre octubre de 1960 y agosto de 1962, se convirtió en comandante del 28.º Ejército. Se mantuvo en este último puesto durante casi dos años y se convirtió en subcomandante del Distrito Militar del Transbaikal en septiembre de 1962, puesto en el que permaneció hasta diciembre de 1962, cuando se convirtió en inspector general de formaciones de armas combinadas de la Inspección Principal del Ministerio de Defensa de la URSS.
En 1972 se retiró del servicio activo en el ejército y fijó su residencia en Moscú, donde murió el 18 de noviembre de 1987 y fue enterrado en el cementerio de Kúntsevo.

## Promociones
- Teniente coronel (26 de septiembre de 1942)
- Coronel (21 de febrero de 1934)
- Mayor general (27 de junio de 1945)
- Teniente general (18 de febrero de 1958)[7]

## Condecoraciones

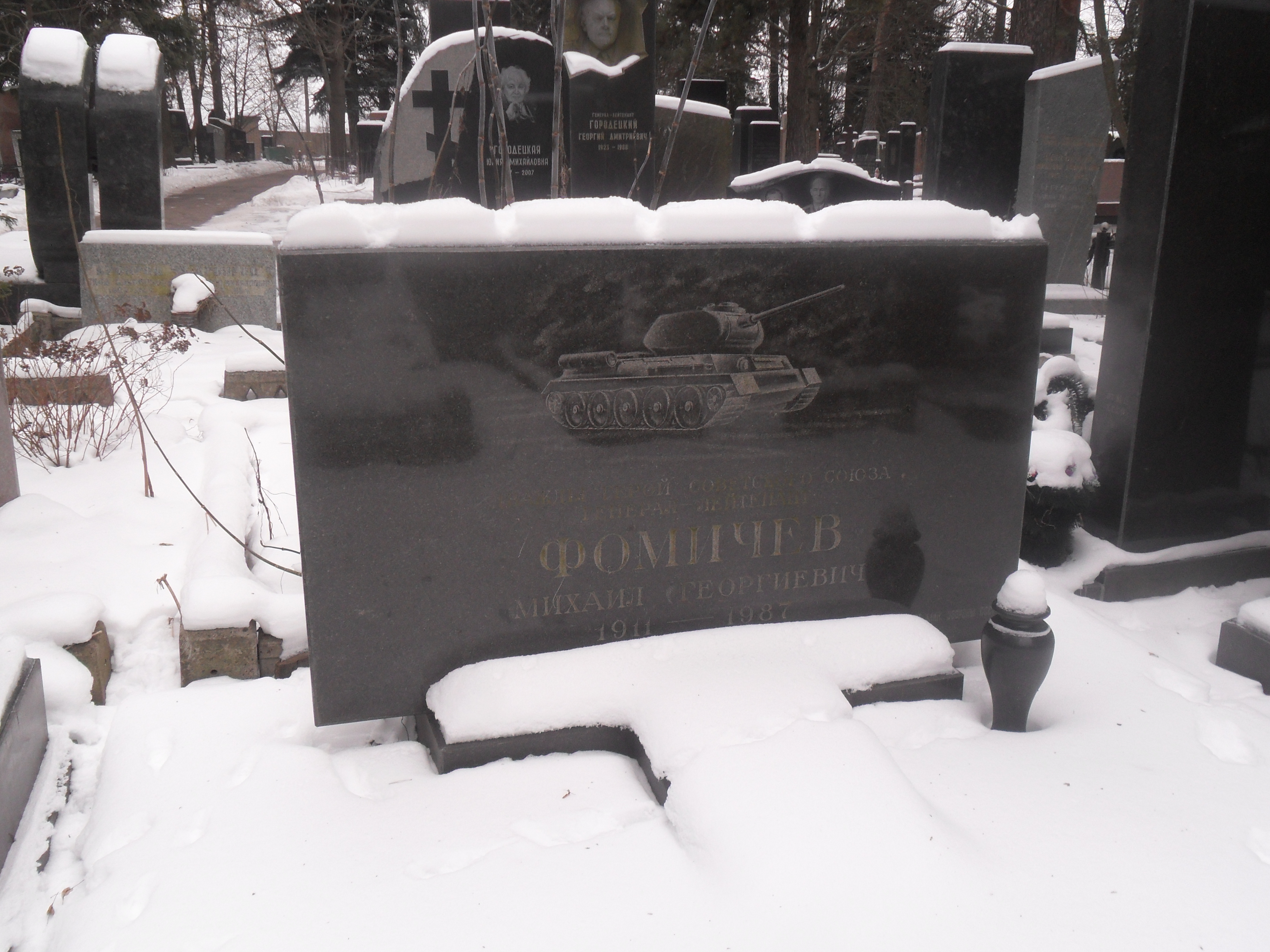
La tumba de Mijaíl Fomichóv en el cementerio de Kúntsevo de Moscú.

A lo largo de su carrera militar, recibió las siguientes condecoraciones
Unión Soviética
- Héroe de la Unión Soviética, dos veces (23 de septiembre de 1944 y 31 de mayo de 1945)
- Orden de Lenin (23 de septiembre de 1944)
- Orden de la Bandera Roja, dos veces (30 de abril de 1945 y 22 de febrero de 1968)
- Orden de Suvórov de 2.do grado (6 de abril de 1945)
- Orden de Kutúzov de 2.do grado (29 de mayo de 1944)
- Orden de la Guerra Patria de 1.er grado (11 de marzo de 1985)
- Orden de la Estrella Roja, tres veces (13 de febrero de 1942, 20 de junio de 1949 y 6 de octubre de 1981)
- Medalla Conmemorativa por el Centenario del Natalicio de Lenin
- Medalla por el Servicio de Combate
- Medalla por la Defensa de Stalingrado
- Medalla por la Victoria sobre Alemania en la Gran Guerra Patria 1941-1945
- Medalla por la Liberación de Praga
- Medalla Conmemorativa del 20.º Aniversario de la Victoria en la Gran Guerra Patria de 1941-1945 (1965)
- Medalla Conmemorativa del 30.º Aniversario de la Victoria en la Gran Guerra Patria de 1941-1945 (1975)
- Medalla Conmemorativa del 40.º Aniversario de la Victoria en la Gran Guerra Patria de 1941-1945 (1985)
- Medalla del 30.º Aniversario de las Fuerzas Armadas de la URSS (1948)
- Medalla del 40.º Aniversario de las Fuerzas Armadas de la URSS (1957)
- Medalla del 50.º Aniversario de las Fuerzas Armadas de la URSS (1967)
- Medalla del 60.º Aniversario de las Fuerzas Armadas de la URSS (1978)
- Medalla Conmemorativa del 800.º Aniversario de Moscú (1947)

Otros países
- Orden de la Bandera Roja (Checoslovaquia)
- Cruz de la Guerra de Checoslovaquia (1939 - 1945)
- Medalla Conmemorativa del 40.º Aniversario de la Liberación de Checoslovaquia
- Orden de la Cruz de Grunwald (Polonia)
- Medalla de la Victoria y la Libertad 1945 (Polonia)
- Medalla por la Participación en la Batalla de Berlín (Polonia; 1962)
- Medalla de la Amistad (Mongolia)
- Medalla del 50.º Aniversario del Ejército Popular de Mongolia